# PPAP (Pen-Pineapple-Apple-Pen)
"PPAP (Pen-Pineapple-Apple-Pen)" (japonês: ペンパイナッポーアッポーペン, Hepburn: Penpainappōappōpen) é uma música de Pikotaro, um cantor fictício criado pelo comediante japonês Daimaou Kosaka.
O video da música foi postado no YouTube no dia 25 de agosto de 2016 e logo virou mania entre os adolescentes do país do sol nascente. Em seguida, personalidades locais e "influenciadores digitais"  passaram a compartilhar e ajudar o vídeo a viralizar. Em dezembro de 2016, o youtube divulgou uma lista com os videos mais vistos do ano. Pen-Pineapple-Apple-Pen apareceu na 2a colocação, atrás apenas de um vídeo da cantora Adele participando de um quadro em um programa de TV em que cantou enquanto dirigia um carro.
Com apenas 45 segundos de duração, ela entrou para o Guinness World Records como a canção mais curta a figurar na lista "Billboard Hot 100", batendo o recorde anterior que pertencia a "Little Boxes" do The Womenfolk, que possui 1 minuto e 2 segundos.
Além disso, ela atingiu o topo das paradas no Japão, e fez Kosaka tornar-se o primeiro japonês a entrar na "Billboard Hot 100" dos EUA em 26 anos.

## Desempenho nas paradas musicais
| Parada Musical (2016)                           | Desempenho |
| ----------------------------------------------- | ---------- |
| (Japan Hot 100) -->                             | 1          |
| (Ultratip Flanders)                             | 11         |
| (Canadian Hot 100)                              | 39         |
| (Magyar Hanglemezkiadók Szövetsége)             | 29         |
| (Gaon Digital Songs (Overseas))                 | 22         |
| (Billboard Hot 100)                             | 77         |
| (Billboard Dance/Electronic Digital Song Sales) | 37         |

## Conquistas
- 2º vídeo mais visto no ano de 2016 no YouTube.[4]

### Recordes
- 2016 - Guinness World Records - canção mais curta a figurar na lista "Billboard Hot 100".[5]